# Complejo exosoma

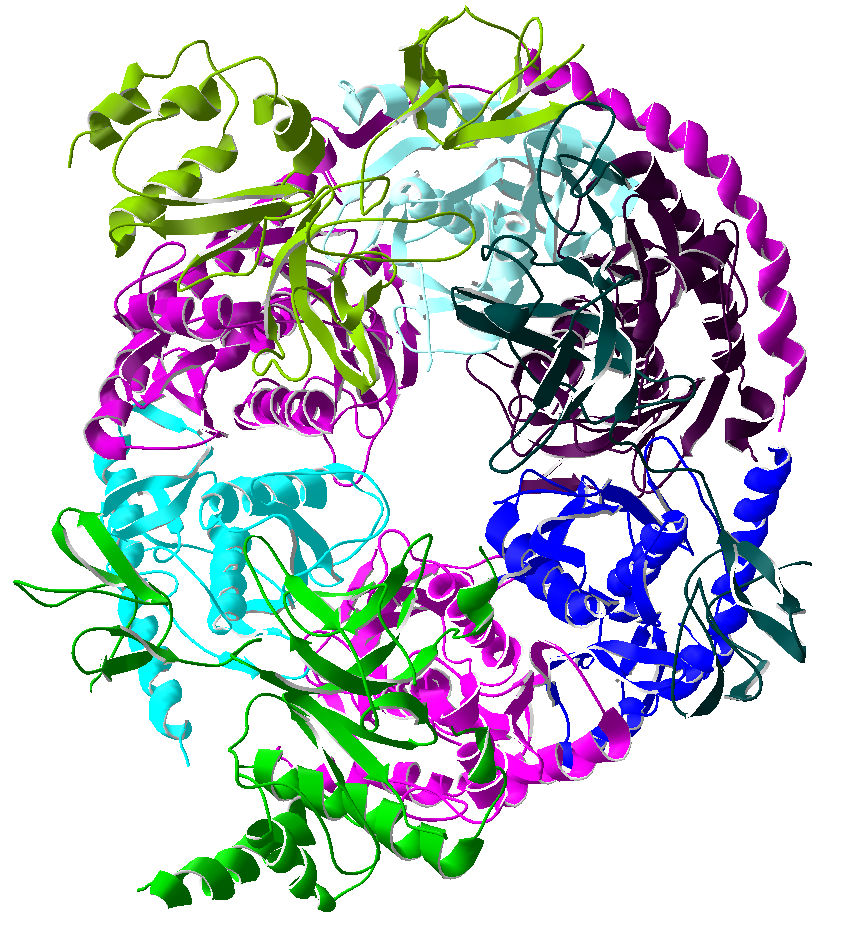
Estructura de cintas del complejo del exosoma humano. Véase la leyenda más abajo.

El complejo exosoma, también denominado complejo PM/Scl o solamente exosoma, es un complejo multiproteico capaz de degradar diversos tipos de ARN. Los complejos de exosoma pueden encontrarse en células eucariotas y archaeas, mientras que en las bacterias es un complejo más simple, el degradosoma, el que lleva a cabo funciones similares.
El núcleo del complejo tiene una estructura anular formada por seis miembros, al que se acoplan otras proteínas. En las células eucariotas está presente en el citoplasma y en el núcleo celular, especialmente en el nucléolo, aunque las proteínas que interaccionan con el complejo en estos compartimentos son diferentes, con el fin de regular su actividad de degradación del ARN de arreglo a la diferente naturaleza de los sustratos presentes. 
Estos sustratos comprenden ARN mensajero, ARN ribosómico y muchas especies de ARN de pequeño tamaño. El exosoma tiene una función exorribonucleolítica, lo que significa que degrada el ARN comenzando por uno de los extremos (el llamado extremo 3' en este caso) en lugar de escindir el ARN en lugares específicos.
Aunque no existe relación causal entre el complejo y ninguna de las enfermedades conocidas, algunas de sus proteínas son el antígeno de autoanticuerpos responsables de algunas enfermedades autoinmunes (especialmente del síndrome de solapamiento PM/Scl) y de algunas quimioterapias antimetabolíticas que bloquean la actividad del complejo.

## Descubrimiento
El exosoma fue descubierto como una ribonucleasa en 1997 en la levadura Saccharomyces cerevisiae, que es empleada en muchos laboratorios como organismo modelo. No mucho después, en 1999, se comprobó que el exosoma era de hecho el equivalente del complejo ya descrito en células humanas, conocido como complejo PM/Scl, que había sido identificado como un autoantígeno en pacientes con ciertas enfermedades autoinmunes en años anteriores. La purificación del complejo humano permitió la identificación de más proteínas del exosoma y eventualmente la caracterización de todos sus componentes. En 2001 la creciente cantidad de datos procedentes de los distintos proyectos genoma que comenzaron a estar disponibles, permitieron la predicción de proteínas del exosoma de archaeas, aunque tuvieron que transcurrir otros dos años antes de que se purificara el primer exosoma de uno de estos organismos.

## Estructura

### Proteínas centrales

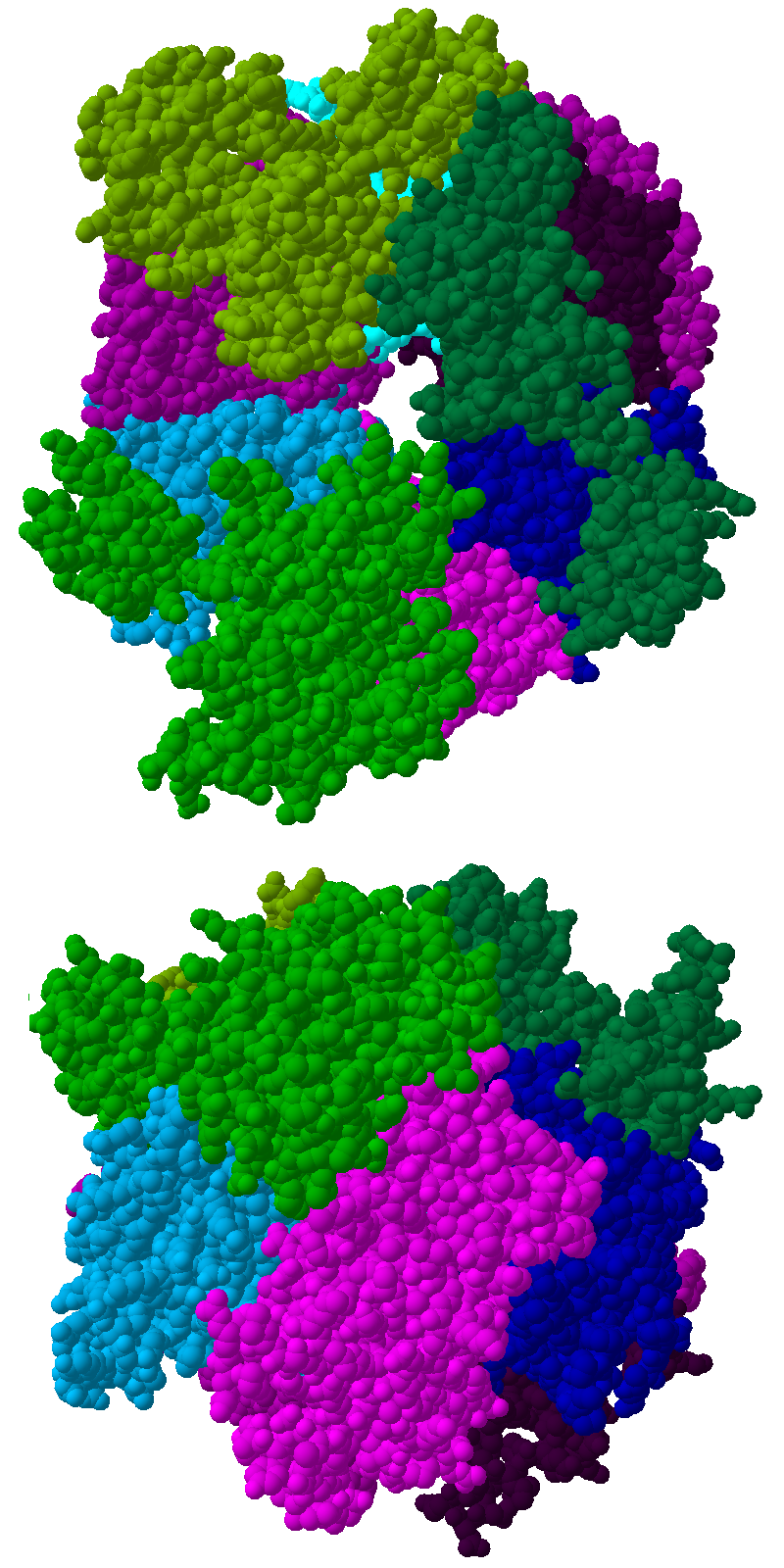
Vista desde arriba (imagen superior) y desde un lateral (imagen inferior) de la estructura cristalina del complejo de exosoma humano. Ver leyenda más abajo.

El núcleo del complejo tiene una estructura anular que comprende seis proteínas, todas ellas pertenecientes al mismo tipo de ribonucleasa, las proteínas similares a las ARNasas PH. En las archaea hay dos proteínas distintas de este tipo (llamadas Rrp41 y Rrp42), cada una de ellas presente tres veces en orden alterno. Los complejos de exosoma eucariota tienen seis proteínas diferentes que forman la estructura anular. De esas seis proteínas eucariotas, tres son semejantes a la proteína arqueota Rrp41 y las otras tres guardan mayor similitud con Rrp42.
Situadas en la parte superior del anillo se disponen tres proteínas que tienen un dominio de unión a ARN de tipo S1 (RBD). Dos proteínas, además, tienen un dominio de homología K (dominio KH). En eucariotas se unen tres proteínas S1 diferentes al anillo, mientras que en achaea pueden formar parte del exosoma una o dos tipos de estas (aunque siempre hay tres subunidades S1 unidas al complejo).

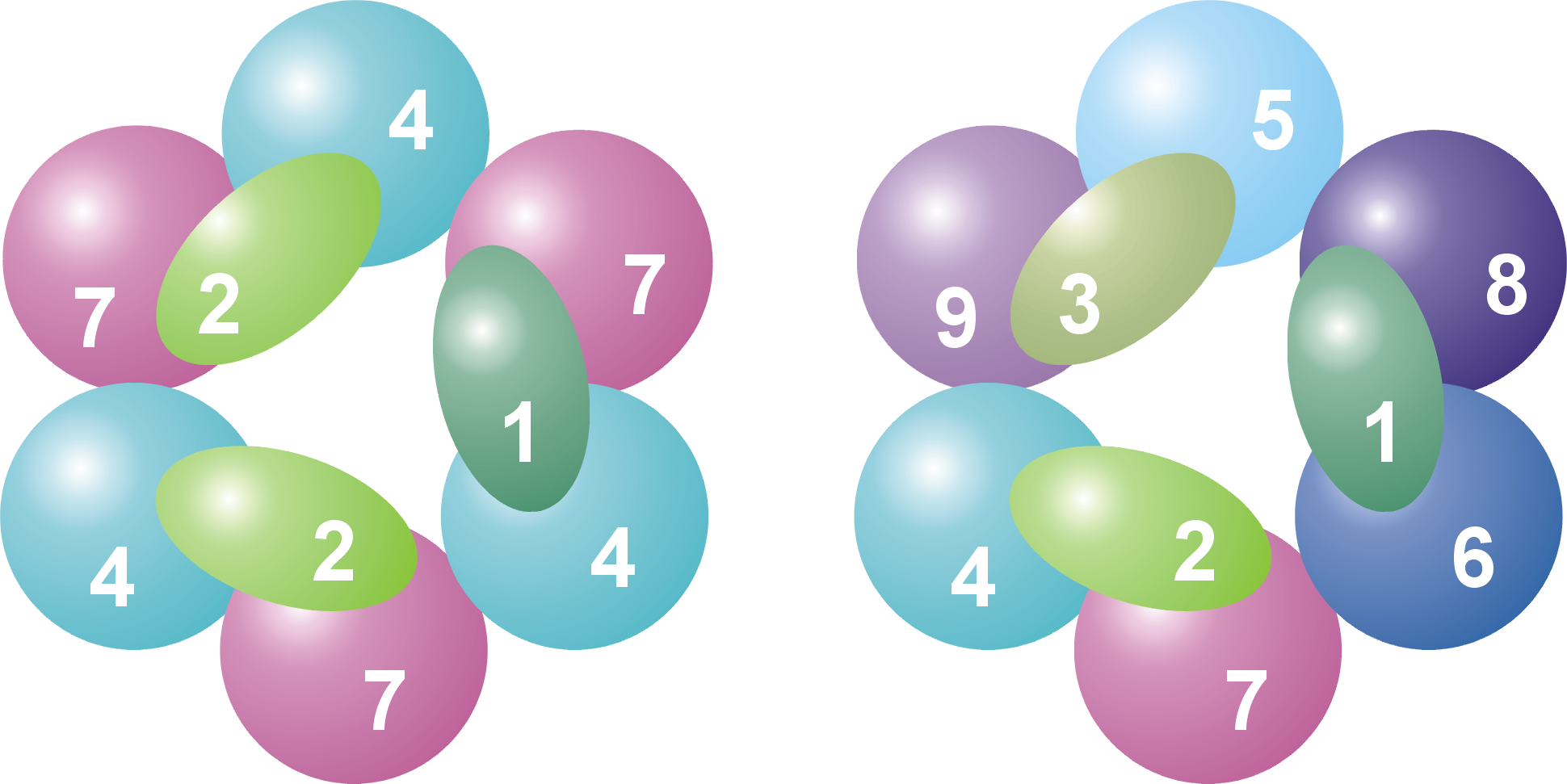
Subunidades y organización de un complejo de exosoma arqueota (izquierda) y eucariota (derecha). Se numeran las distintas proteínas, mostrando que el exosoma arqueota contiene cuatro proteínas distintas, mientras que en el caso eucariota son nueve. Ver la leyenda más abajo.

La estructura en anillo es muy similar a la de las ARNasas PH y a la de las polinucleótido fosforilasas (PNPasa). En las bacterias, la ARNasa PH que está implicada en el procesamiento del ARNt forma un anillo examérico consistente en seis ARNasas PH idénticas. En el caso de la PNPasa, que es una proteína fosforolítica que degrada ARN y que se encuentra tanto en bacterias como en cloroplastos y mitocondrias de algunos organismos eucariotas, serían parte de la misma proteína dos dominios ARNasa PH y también un dominio S1 y otro de tipo KH de unión a ARN. Esta proteína forma un complejo trimérico que adopta una estructura casi idéntica a la del exosoma. Debido a la gran similitud entre ambos dominios de proteína y también de su estructura, se piensa que estos complejos están relacionados evolutivamente y tienen un antepasado común. En las bacterias existe una ARNasa PH diferente implicada en el procesamiento del ARN de transferencia, del que se ha visto que adopta una estructura anular similar de seis unidades, pero que en este caso las unidades son idénticas. Las proteínas similares a la ARNasa PH, las propias ARNasas PH y las PNPasas pertenecen todas ellas a la familia de las ARNasas y las exorribonucleasas fosforolíticas, lo cual significa que utilizan fosfato inorgánico para eliminar nucleótidos del extremo 3' de las moléculas de ARN.

### Proteínas asociadas
Además de las nueve proteínas nucleares, otras dos proteínas se ven frecuentemente asociadas con el complejo de exosoma en los organismos eucariotas. Una de ellas es Rrp44, una RNasa hidrolítica, que pertenece a la familia ARNasa R de exorribonucleasas hidrolíticas (nucleasas que utilizan el agua para escindir nucleótidos). En levaduras, la Rrp44 está asociada con todos los complejos de exosoma y tiene un papel crucial en la actividad de estos complejos. Cabe destacar que, aunque existe una proteína homóloga humana, no se ha encontrado ninguna evidencia de que ésta se encuentre asociada al complejo de exosoma humano.

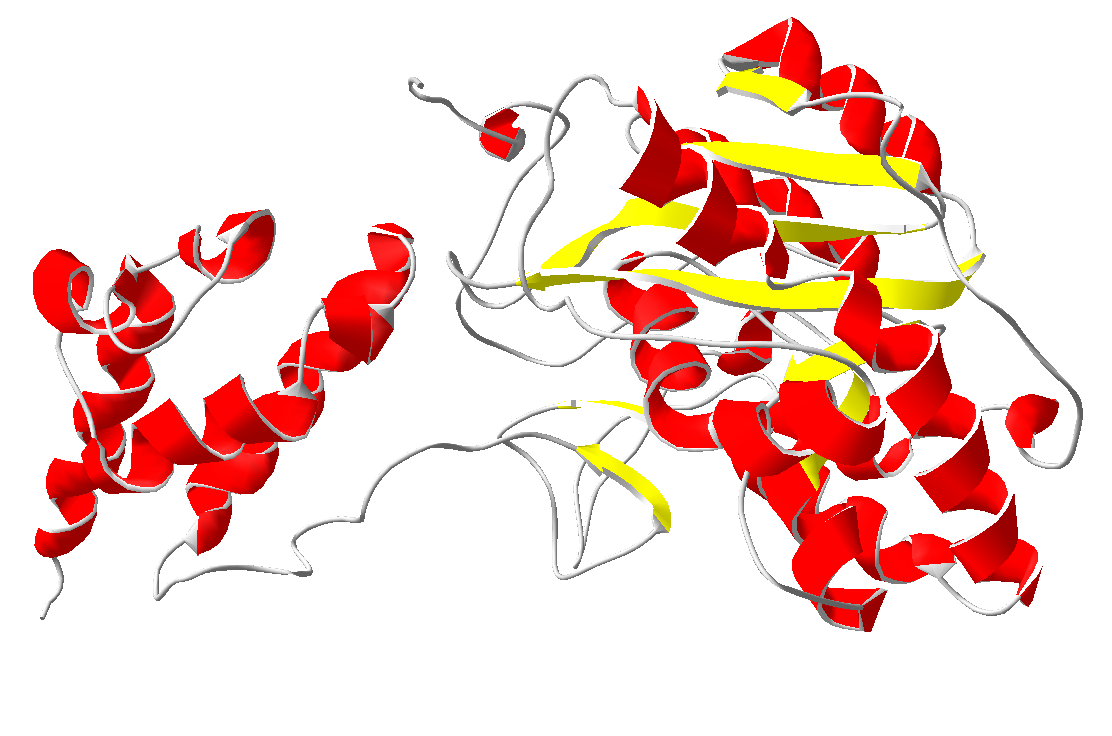
Representación de cintas de la estructura parcial de la subunidad Rrp6 del exosoma de levaduras con las α-hélices en rojo y las láminas β en amarillo.

La segunda proteína común asociada se llama Rrp6 (en levaduras) o PM/Scl-100 (en humanos). Como la Rrp44, esta proteína también es una exorribonucleasa hidrolítica, pero en este caso pertenece a la familia de proteínas ARNasa D. La proteína PM/Scl-100 compone la subunidad más común de los complejos de exosoma en el núcleo de las células, pero también forma parte del complejo de exosoma citoplasmático.

### Proteínas reguladoras
Además de estas dos subunidades estrechamente unidas, muchas proteínas interactúan con el complejo exosómico tanto en el citoplasma como en el núcleo. Estas proteínas que se unen de forma laxa podrían regular la actividad y la especificidad del complejo de exosoma. En el citoplasma, el exosoma interactúa con proteínas que se unen a elementos ricos en AU (ARE, p. ej. KRSP y TTP), que pueden promover o impedir la degradación de los ARNm. El exosoma nuclear se asocia con las proteínas que unen ARN (p. ej. MPP6 en humanos y Rrp47/C1D en humanos y levaduras) que controlan el procesamiento del ARN ribosómico.
Además de proteínas individuales, también interactúan con el exosoma otros complejos proteicos. Uno de ellos el complejo Ski, que incluye una ARN helicasa (Ski2) y está implicado en la degradación del ARNm. En el núcleo, el procesamiento del ARNr y snoARN por el exosoma está mediado por el complejo TRAMP, que posee tanto la helicasa de ARN Mtr4 como actividad de poliadenilación (Trf4).

## Función

### Función enzimática

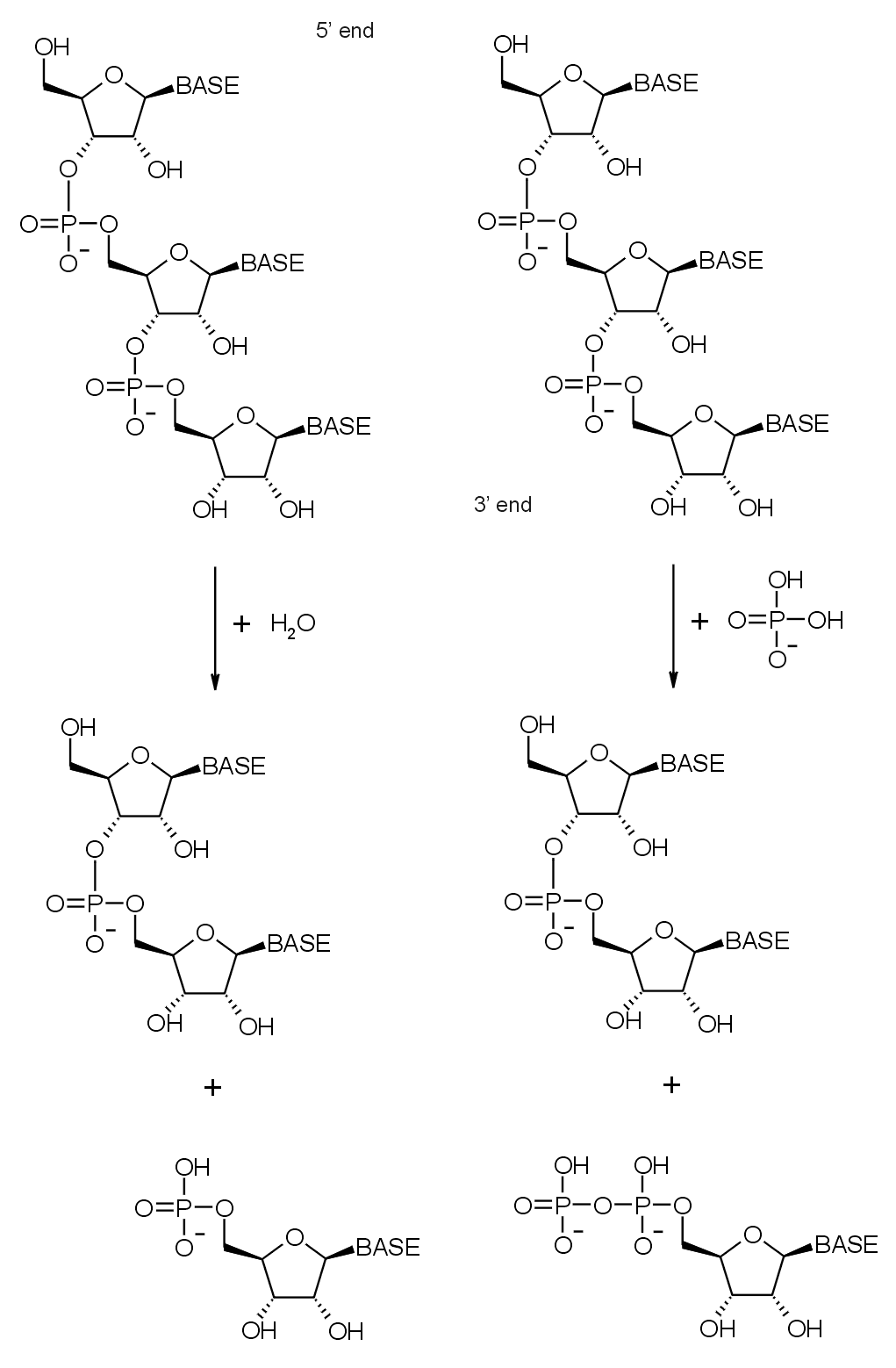
Diagramas de reacción de la degradación hidrolítica (izquierda) y fosforolítica (derecha) del extremo 3' del ARN.

Como se afirmó anteriormente, el complejo exosómico contiene muchas proteínas con dominios ribonucleasa. Estos tienen una actividad exorribonulcleasa 3'→ 5', lo que significa que las enzimas degradan las moléculas de ARN a partir de su extremo 3'. El complejo contiene exorribonucleasas y en eucariotas también se presentan exorribonucleasas hidrolíticas (las proteínas con dominios ARNasa D y R). Las enzimas fosforolíticas usan fosfato inorgánico para escindir los enlaces fosfodiéster, liberando nucleótidos monofosfato.
En arqueotas, la subunidad Rrp41 del complejo es la exorribonucleasa fosforolítica. El anillo de esta enzima presenta tres copias de esta proteína, que son las responsables de la actividad del complejo. En eucariotas, ninguna de las subunidades ARNasa PH ha mantenido esta actividad catalítica, lo cual supone que la estructura anular central del exosoma humano no tiene ninguna proteína enzimáticamente activa. En levaduras esto se compensa por una de las enzimas hidrolíticas asociadas, la Rrp44, que es la responsable de la mayor parte de la actividad ribonucleasa del exososoma, pero esta subunidad hidrolítica en particular puede estar restringida a las levaduras, puesto que no se ha encontrado ninguna proteína homóloga a Rrp44 en el exosoma humano (y tampoco en arqueotas).
Se puede asociar todavía otra enzima hidrolítica en humanos y levaduras con el complejo (Rrp6), que contribuye a la actividad del exosoma de levaduras y es la única responsable de la actividad del complejo humano. Aunque originalmente se pensaba que las proteínas con dominio S1 tenían también actividad hidrolítica 3'→5', trabajos posteriores lo han puesto en duda, afirmando que estas proteínas podrían desempeñar tan solo un papel en la unión de sustratos antes de su degradación por el complejo.

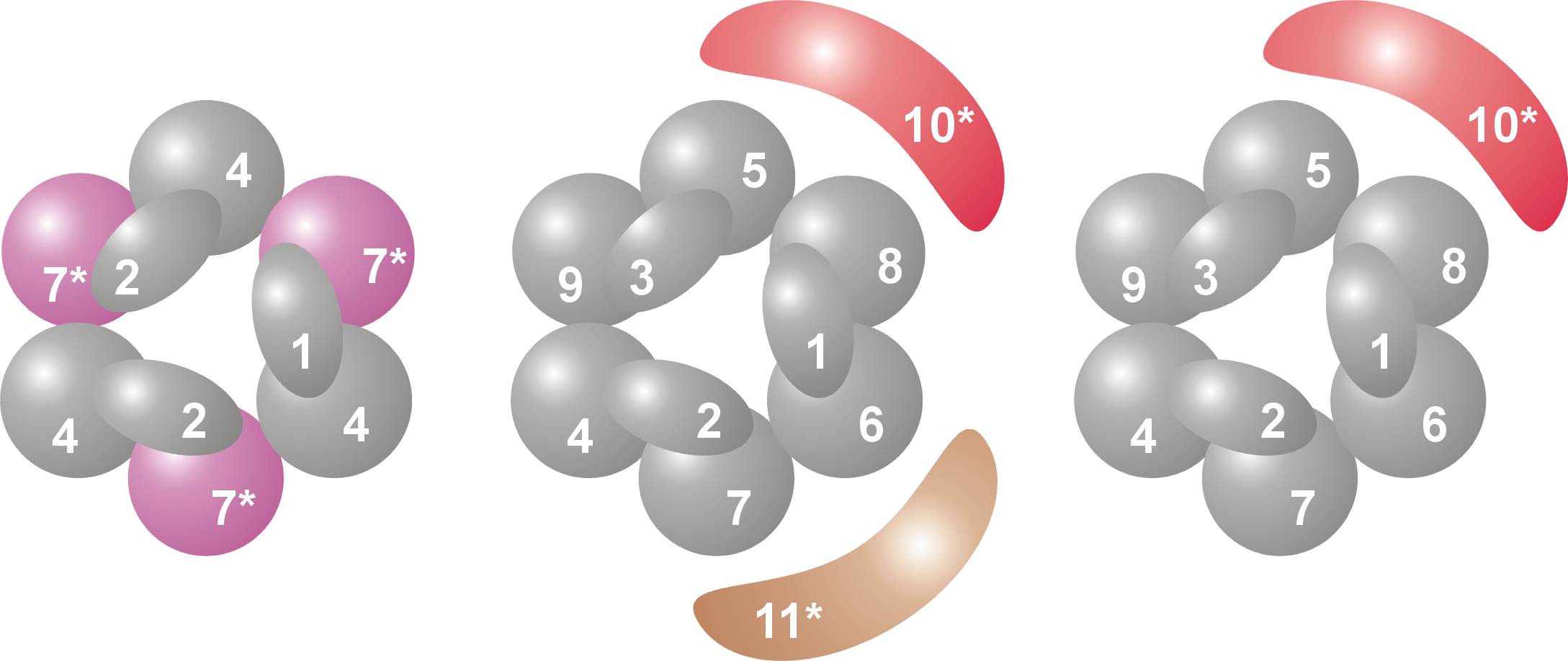
Vista esquemática del exosoma arqueota (izquierda), de levadura (centro) y humano (derecha) con las proteínas asociadas más comunes. Se señala en color y con una estrella las subunidades de cada complejo que tienen actividad catalítica. Ver más abajo la leyenda completa.

### Sustratos
El exosoma está implicado en la degradación y procesamiento de una gran variedad de especies de ARN. En el citoplasma celular está implicado en el reemplazamiento (turn-over) de las moléculas de ARN mensajero. El complejo puede degradar moléculas de ARNm que han sido marcadas para su degradación porque contienen errores, mediante interacciones con proteínas de la ruta mediada por mutación terminadora o por la ruta mediada por mutación non-stop. Por otra parte, los ARNm se degradan como parte de su ciclo normal. Existen varias proteínas que estabilizan o desestabilizan moléculas de ARNm uniéndose a los elementos ricos en AU de los extremos 3' no traducidos (3'UTR) y que interactúan con el complejo del exosoma.
En el núcleo celular, el exosoma se requiere para el correcto procesamiento de varios snARN. Finalmente, el nucléolo es el compartimento donde se encuentran la mayor parte de los complejos de exosoma, donde desempeñan un papel en el procesamiento del ARN ribosómico 5,8S (la primera función del exosoma identificada) y de varios snoARN.
Aunque la mayor parte de las células tienen otras enzimas con capacidad de degradar ARN tanto por su extremo 3' como por su extremo 5', el exosoma es esencial para la supervivencia celular. Cuando se detiene o reduce la expresión de las proteínas del exosoma por medios artificiales, por ejemplo, mediante ARN interferente, el crecimiento se detiene y las células finalmente mueren. Tanto las proteínas centrales del complejo como las dos proteínas principales asociadas son esenciales.
Las bacterias no tienen exosoma, aunque sus funciones son asumidas por un complejo similar, llamado degradosoma  del que forma parte la proteína polinucleótido fosforilasa.

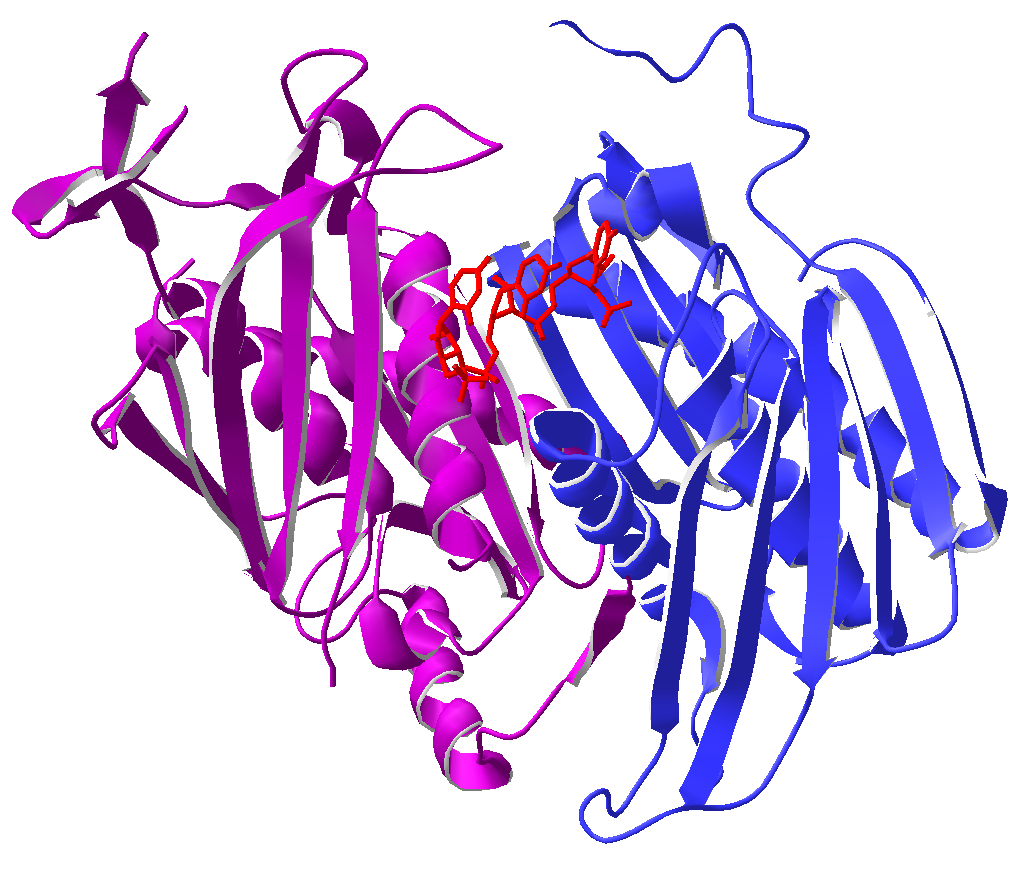
Dos subunidades de la parte central del exosoma de arqueas (Rrp41 y Rrp42), unidas a una molécula pequeña de ARN (en rojo).

## Patología

### Autoinmunidad
El complejo exosómico es el antígeno de los autoanticuerpos responsables de diversas enfermedades autoinmunes. Estos autoanticuerpos se encuentran principalmente en personas que sufren el síndrome de solapamiento PM-Scl, una enfermedad autoinmune en que los pacientes sufren una esclerodermia de base acompañada o bien de polimiositis o bien de dermatomiositis. Los autoanticuerpos se pueden detectar en el suero de los pacientes mediante diversos ensayos. En el pasado, el método más común fue el de inmunodifusión doble de Ouchterlony utilizando extractos de timo de ternera, inmunofluorescencia en células HEp-2 o inmunoprecipitación a partir de extractos celulares humanos. En los ensayos de inmunoprecipitación con sueros anti-exosoma se precipita un conjunto de proteínas característico. En los años anteriores a la caracterización del exosoma, se denominó a este precipitado complejo PM-Scl. Los sueros de estos pacientes suelen mostrar una característica tinción del nucléolo celular, lo que alimentó la hipótesis de que el antígeno reconocido por los autoanticuerpos era importante en la síntesis ribosomal. Más recientemente se ha conseguido disponer de proteínas exosómicas que han podido ser utilizadas para desarrollar inmunoanálisis en línea (LIA) y ensayos de ELISAs para detectar estos anticuerpos.
En estas enfermedades, los anticuerpos se dirigen principalmente contra dos de las proteínas del complejo, denominadas PM/Scl-100 (la proteína similar a una ARNasa D) y PM/Scl-75 (una de las proteínas similares a las ARNasas PH del anillo), encontrándose anticuerpos contra estas proteínas en aproximadamente un 30 % de los pacientes que sufren del síndrome. Aunque estas dos proteínas son el ligando principal de los autoanticuerpos, también pueden serlo otras subunidades o proteínas asociadas, como C1D. Actualmente, el método con mayor sensibilidad para detectar estos autoanticuerpos consiste en el uso de un péptido derivado de la proteína PM/Scl-100 como antígeno en una ensayo ELISA, en lugar de utilizar proteínas completas. Mediante este método, los autoanticuerpos se encuentran en más del 55% de los pacientes con el síndrome de solapamiento, aunque también pueden ser detectados en pacientes que sufren tanto de esclerodermia, como de polimiositis o de dermatomiositis por separado.
Puesto que los autoanticuerpos se encuentran principalmente en pacientes que tienen características de varias enfermedades autoinmunes distintas, los síntomas clínicos de estos pacientes pueden variar a lo largo de un rango bastante amplio. Los síntomas que se ven con más frecuencia son los típicos de estas enfermedades, entre ellos el signo de Raynaud, artritis, miositis y esclerodermia. El tratamiento de estos pacientes es sintomático y similar al tratamiento de cada enfermedad autoinmune por separado, lo que supone la administración de fármacos inmunosupresores o inmunomoduladores.

### Cáncer
Se ha demostrado que el exosoma es inhibido por el antimetabolito 5-fluorouracilo, utilizado también en el tratamiento quimioterapéutico del cáncer. Este es uno de los tratamientos más eficaces contra los tumores sólidos. Cuando este fármaco es administrado a levaduras, se pueden observar defectos en el procesamiento del ARN ribosómico idénticos a los que se aprecian cuando se bloquea dicho procesamiento mediante diversas estrategias utilizadas en biología molecular. La ausencia de un correcto procesado de los ribosomas es letal para estas células, lo que explica su efecto antimetabólico.

## Lista de subunidades
| Leyenda | Nombre general | Dominios     | Homo sapiens | S. cerevisiae | Archaea | Masa molecular (kDa) | Gen humano    | Gen levadura |
| ------- | -------------- | ------------ | ------------ | ------------- | ------- | -------------------- | ------------- | ------------ |
| 1       | Csl4           | S1 RBD       | hCsl4        | Csl4p/Ski4p   | Csl4    | 21-32                | HGNC EXOSC1   | YNL232W      |
| 2       | Rrp4           | S1/KH RBD    | hRrp4        | Rrp4p         | Rrp4    | 28-39                | HGNC EXOSC2   | YHR069C      |
| 3       | Rrp40          | S1/KH RBD    | hRrp40       | Rrp40p        | (Rrp4)  | 27-32                | HGNC EXOSC3   | YOL142W      |
| 4       | Rrp41          | ARNasa PH    | hRrp41       | Rrp41p/Ski6p  | Rrp41   | 26-28                | HGNC EXOSC4   | YGR195W      |
| 5       | Rrp46          | ARNasa PH    | hRrp46       | Rrp46p        | (Rrp41) | 25-28                | HGNC EXOSC5   | YGR095C      |
| 6       | Mtr3           | ARNasa PH PH | hMtr3        | Mtr3p         | (Rrp41) | 24-37                | HGNC EXOSC6   | YGR158C      |
| 7       | Rrp42          | ARNasa PH    | hRrp42       | Rrp42p        | Rrp42   | 29-32                | HGNC EXOSC7   | YDL111C      |
| 8       | Rrp43          | ARNasa PH    | OIP2         | Rrp43p        | (Rrp42) | 30-44                | HGNC EXOSC8   | YCR035C      |
| 9       | Rrp45          | ARNasa PH    | PM/Scl-75    | Rrp45p        | (Rrp42) | 34-49                | HGNC EXOSC9   | YDR280W      |
| 10      | Rrp6           | ARNasa D     | PM/Scl-100   | Rrp6p         | n/a     | 84-100               | HGNC EXOSC10  | YOR001W      |
| 11      | Rrp44          | ARNasa R     | (hDis3)      | Rrp44p/Dis3p  | n/a     | 105-113              | HGNC KIAA1008 | YOL021C      |

- 42: En arqueotas varias proteínas del exosoma están presentes en múltiples copias para formar el núcleo completo del complejo exosómico.
- 43: Aunque la proteína Rrp44 es parte del complejo en levadura, su homólogo humano, hDis3, no se ha encontrado nunca asociado con el complejo humano.